# Jung Yu-ra
Jung Yu-ra (nascida em 6 de fevereiro de 1992) é uma handebolista sul-coreana. Integrou a seleção sul-coreana feminina que terminou na décima posição no handebol dos Jogos Olímpicos de Verão de 2016, realizados no Rio de Janeiro, Brasil. Atua como ponta direita e joga pelo clube Colorful Daegu.